# Hengwrt Chaucer-manuscript
Het Hengwrt Chaucer-manuscript is een vroeg-15e-eeuws manuscript van The Canterbury Tales van Geoffrey Chaucer, dat zich in Aberystwyth in de National Library of Wales bevindt, waar het bekendstaat als MS Peniarth 392D. Ondanks zijn minder mooi uitzicht blijkt na onderzoek dat het een superieur manuscript van The Canterbury Tales is. Naar dit manuscript wordt vaak verwezen met de afkorting "Hg".

## Belang van het manuscript
Het Hengwrt manuscript is gekopieerd in een variant van het Middelengels, die gangbaar was in Londen tegen het einde van de 14e en het begin van de 15e eeuw. De taal in dit manuscript is nauw verwant met die van het Ellesmere en beide manuscripten zijn geschreven door dezelfde scribent. Toch vertoont het Hengwrt manuscript veel meer variatie dan dat van Ellesmere. Die variatie toont de overlapping tussen verschillende types van Engels in Londen. Het Hengwrt manuscript blijkt dan ook veel dichter bij de oorspronkelijke tekst, mogelijk zelfs bij de met eigen hand geschreven tekst van Chaucer zelf te staan. Op die manier bewaart het elementen van de eigen spellinggebruiken van Chaucer, terwijl het Ellesmere sporen vertoont van taalkundige bewerking om te komen tot een meer uniforme spelling.
Sinds het werk dat John M. Manly en Edith Rickert besteedden aan de samenstelling van hun tekst van The Canterbury Tales in 1940, is het Hengwrt Chaucer manuscript veel meer op de voorgrond getreden, waarbij het nu de voorkeur krijgt boven het Ellesmere manuscript en Harley MS 7334.

## Datering
Het Hengwrt Chaucer-manuscript werd geschreven rond 1400, de vermoedelijke datum van het overlijden van Chaucer. Professor Michael Louis Samuels, een autoriteit op het gebied van het Middelengels, waagt zich aan de datering ca. 1402-1403, wat betekent dat het kort na de dood van Chaucer geschreven zou zijn.

Professor Ralph Hanna van het Kebble College in Oxford daarentegen, suggereert dat het manuscript nog tijdens het leven van Chaucer gekopieerd zou zijn, waardoor het mogelijk vóór 1400 gedateerd kan worden.

## Herkomst
De vroegste eigenaars van het Hengwrt Chaucer manuscript zijn onbekend. Het vroegste bewijs van eigendom is een annotatie op folio 87r: "ffouke Dutton Huius ly(bri) est possesoer." Fulke Dutton was een rijke handelaar in stoffen uit Chester, die veel monastieke voorwerpen aankocht. Hij was ook burgemeester van Chester en stierf in 1558. Daarna kwam het manuscript mogelijk in handen van Ralph Wrine, die rond 1535-1540 'recorder' van Chester was. Op folio 125v staat "R Wryne" met een notariële stempel. Het is onbekend hoe het manuscript in handen kwam van de familie Bannester uit Chester en Caernarfon. Martha Bannester trouwde met Andrew Brereton, waardoor het manuscript rond 1625 in het bezit was van de familie Brereton.
In 1658 maakte het Hengwrt Chaucer manuscript deel uit van een verzameling manuscripten, die eigendom waren van Robert Vaughan (ca. 1592-1667), die in het Hengwrt herenhuis in Llanelltyd nabij Dolgellau woonde. Na zijn dood bleef de opmerkelijke verzameling in handen van zijn afstammelingen. In 1859 liet sir Robert Williames Vaughan het manuscript na aan W.W.E. Wynne uit Peniarth. Sir John Williams verwierf het manuscript op zijn beurt via de nalatenschap van Wynne's zoon W.R.M. Wynne en schonk het in 1909 aan de pas opgerichte National Library of Wales.

## Beschrijving
Het Hengwrt Chaucer manuscript bevat The Canterbury Tales, maar The Canon's Yeoman's Prologue en The Canon's Yeoman's Tale ontbreken.
Het manuscript is geschreven op perkament van een middelmatige dikte en kwaliteit, dat nu sterk vervuild en beschadigd is. Sommige uitgeholde delen zijn tijdens de restauratie in 1956 vervangen door leeg perkament.
Het manuscript bestaat uit 250 folio's van elk ongeveer 29 op 20,5 centimeter. De titel Here bygynnyth the Book of the tales of Caunt..bury is in goudbruine inkt geschreven. Er is enige illuminering in blauw, goud en rood op de rand en op de beginletters van individuele verhalen en prologen, maar het manuscript bevat geen illustraties.
In 1956 werd het manuscript opnieuw in rood marokijnleer gebonden in de National Library of Wales. Deze binding vervangt een oudere binding van waarschijnlijk gelooid geitenleer op eiken planken en mogelijk daterend uit de middeleeuwen. Deze werd in 1930 verwijderd en opgeslagen. Er bestaan foto's van deze oude platen en bindingen.

## Scribenten
Het handschrift van de voornaamste scribent in het Hengwrt manuscript is ook terug te vinden in andere manuscripten van The Canterbury Tales, waaronder het rijkelijk geïllustreerde Ellesmere manuscript, dat in navolging van de uitgever Frederick James Furnivall en van Walter William Skeat, jarenlang werd gebruikt als basistekst voor meer moderne edities van The Canterbury Tales.
In 2004 heeft professor Linne Mooney, een literatuurwetenschapper uit Maine, die gastcolleges geeft aan het Corpus Christi College in Cambridge, deze scribent voorlopig geïdentificeerd als Adam Pinkhurst. Chaucer schreef een gedicht voor Adam, zijn scribent, waarin hij hem terechtwijst voor zijn slordigheid tijdens het kopiëren. Chaucer wenst hem schurft op zijn hoofd toe, zodat hij zich zal moeten krabben, net zoals hijzelf met de inkt op het perkament moet doen, om fouten te verbeteren.
Chaucers wordes unto Adam his owne scriveyn
Adam scriveyn, if ever it thee bifalle
Boece or Troylus for to wryten newe,
Under thy long lokkes thou most have the scalle,
But after my makyng thow wryte more trewe;
So ofte adaye I mot thy werk renewe,
It to correcte and eke to rubbe and scrape,
And al is thorugh thy negligence and rape.
Mooney kwam Pinkhurst op het spoor door zijn handtekening te bestuderen onder een eed in de vroegste documenten van de Scriveners' company in Londen en door die te vergelijken met de manuscripten van Chaucers werk. Zijn handtekening is de achtste die in de Common Paper, of Member's Book of Regulations is opgenomen. wat overeenkomt met het jaartal 1392. Die datum past in de periode van leven en werken van Chaucer.
Er zijn een aantal andere handschriften aangetroffen in het manuscript, waaronder een van een scribent, die probeerde een aantal hiaten in de tekst op te vullen. Dit handschift wordt voorlopig geïdentificeerd als dat van de dichter Thomas Occleve.